# خدویژن
خدویژن (به لهستانی:  Hedwiżyn) یک روستا در لهستان است که در گمینا بیوگورای واقع شده‌است. خدویژن ۶۱۶ نفر جمعیت دارد.